# Neolophonotus dolabratus
Neolophonotus dolabratus là một loài ruồi trong họ Asilidae. Neolophonotus dolabratus được Londt miêu tả năm 1988. Loài này phân bố ở vùng nhiệt đới châu Phi.